# Gumery
Gumery é uma comuna francesa na região administrativa de Grande Leste, no departamento de Aube. Estende-se por uma área de 10,92 km². Em 2010 a comuna tinha 230 habitantes (densidade: 21,1 hab./km²).